# آيت امحمد (تيمحضيت)
آيت امحمد هي إحدى مشيخات المملكة المغربية، تتبع جغرافيا لإقليم إفران وإداريًا لتيمحضيت. يقدر عدد سكانها بـ 11447 نسمة حسب الإحصاء الرسمي للسكان والسكنى لسنة 2004.